# 複句
複句是句子結構的一種，包含两个或两个以上的句子。在討論複句的時候，這些構成複句的單一句子被叫做分句。
跟单句相比，复句具有以下四个特点。
- 第一，从构成成分上看，复句由两个或两个以上的分句构成。
- 第二，从组合手段上看，构成复句的甲分句和乙分句往往由「特定的关系词语」来联结；构成单句的甲成分和乙成分之间一般不用关系词语。
- 第三，从构成成分之间的联系看，复句中各分句之间都存在一定的关系：因果关系、并列关系，或是转折关系等等。
- 第四，从语气上看，构成复句的各个分句可以使用相同的语气，也可以使用不同的语气。也就是说，一个复句不一定只有一种语气，它可以前分句为甲语气，后分句为乙语气，前后分句的语气不一致。

例如:
（1）她喜欢音乐，也喜欢視藝。
（2）去照顾你妈吧，她身边不能沒有人。
例（1）前后分句都是陈述语气，即“陈述+陈述”。例（2）前分句是祈使语气，后分句是陈述语气，即“祈使+陈述”。

## 種類
複句可被分為8種，類別如下：
並列複句
- 分句不分先后主次
- 前後句可互換
- 分句分別陳述「相關又並列的幾種事物」或「同一事物的幾個方面」

用詞：
「也」、「又」、「又……又……」、「同時」、「一邊……一邊……」
連貫複句
- 分句之間的關係是時間、動作的承接，排列順序不可顛倒。

用詞：
「於是」、「剛……就……」、「才」、「起先……後來……」
選擇複句
- 分別說出幾件事情或幾種情況，從中選擇一項

用詞：
「還是」、「 或者……或者……」、「不是……就是……」 
轉折複句
- 前後分句的意思相反或相對

用詞：
「雖然……但是……」、「否則」、「不過」、「然而」、「卻」、「只是」、「即使」
假設複句
- 前面分句說明假設狀況，後面分句說明假設條件得出來的結果

前面分句用詞：
「如果」、「若」、「即使」、「要是」、「假使」、「縱使」
後面分句用詞：
「那麼」、「則」、「還」、「就」
例如：
「如果……那么……」、「若……则……」
條件複句
- 前面的分句提出條件，後面的分句說明在這種條件下所產生的結果。

用詞：
「只要……就……」、「才」、「便」、「除非……否則……」、「無論……都……」
因果複句
- 一個分句說明原因，一個分句說明結果

用詞：
「因為……所以……」、「既然……就……」、「由於」、「因此」、「以至」
遞進複句
- 後面的分句比前面的分句更進一層

前面的分句用詞：
「不但」、「不僅」
後面的分句用詞：
「而且」、「並」、「並且」、「也」、「還」、「更」、「甚至」
例如：
「不但……而且……」、「不仅……甚至……」